# Trigonisca schulthessi
Trigonisca schulthessi är en biart som först beskrevs av Heinrich Friese 1900.  Trigonisca schulthessi ingår i släktet Trigonisca och familjen långtungebin. Inga underarter finns listade i Catalogue of Life.